# Walthari
Walthari († 546) war dux (Herzog) der Langobarden von 540 bis 546 an der mittleren Donau.

## Leben

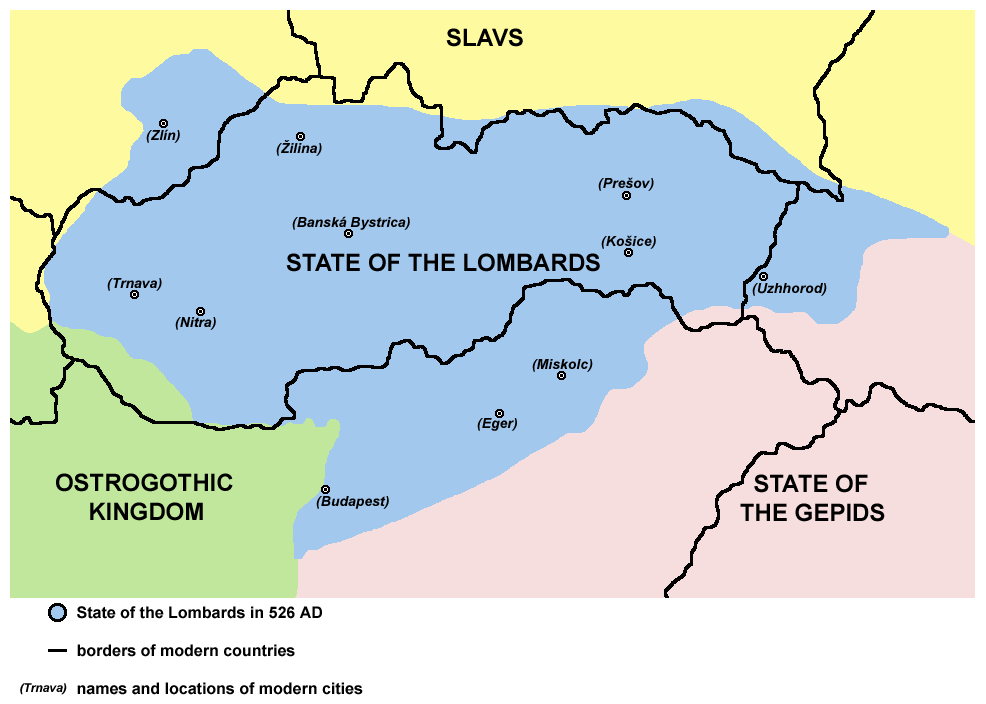
Langobardisches Siedlungsgebiet an der mittleren Donau

Walthari war der Sohn des Königs Wacho aus dem Geschlecht der Lithingi (Lethinger) und seiner dritten Frau Silinga, einer Tochter des Herulerkönigs Rudolf. Beim Tod seines Vaters im Jahr 540 war er noch minderjährig, sodass Audoin aus dem Geschlecht der Gausen die Regentschaft übernahm. Sieben Jahre später starb er, wahrscheinlich 546. Während Prokop glaubte, er sei, noch als Kind, an einer Krankheit (νάσῳ) verstorben, legen die Origo Gentis Langobardorum und Paulus Diaconus nahe, Walthari sei ermordet worden, damit Audoin zum König der Langobarden werden konnte. Walthari war der letzte Herrscher der Lethinger-Dynastie.